# تأثير كاي

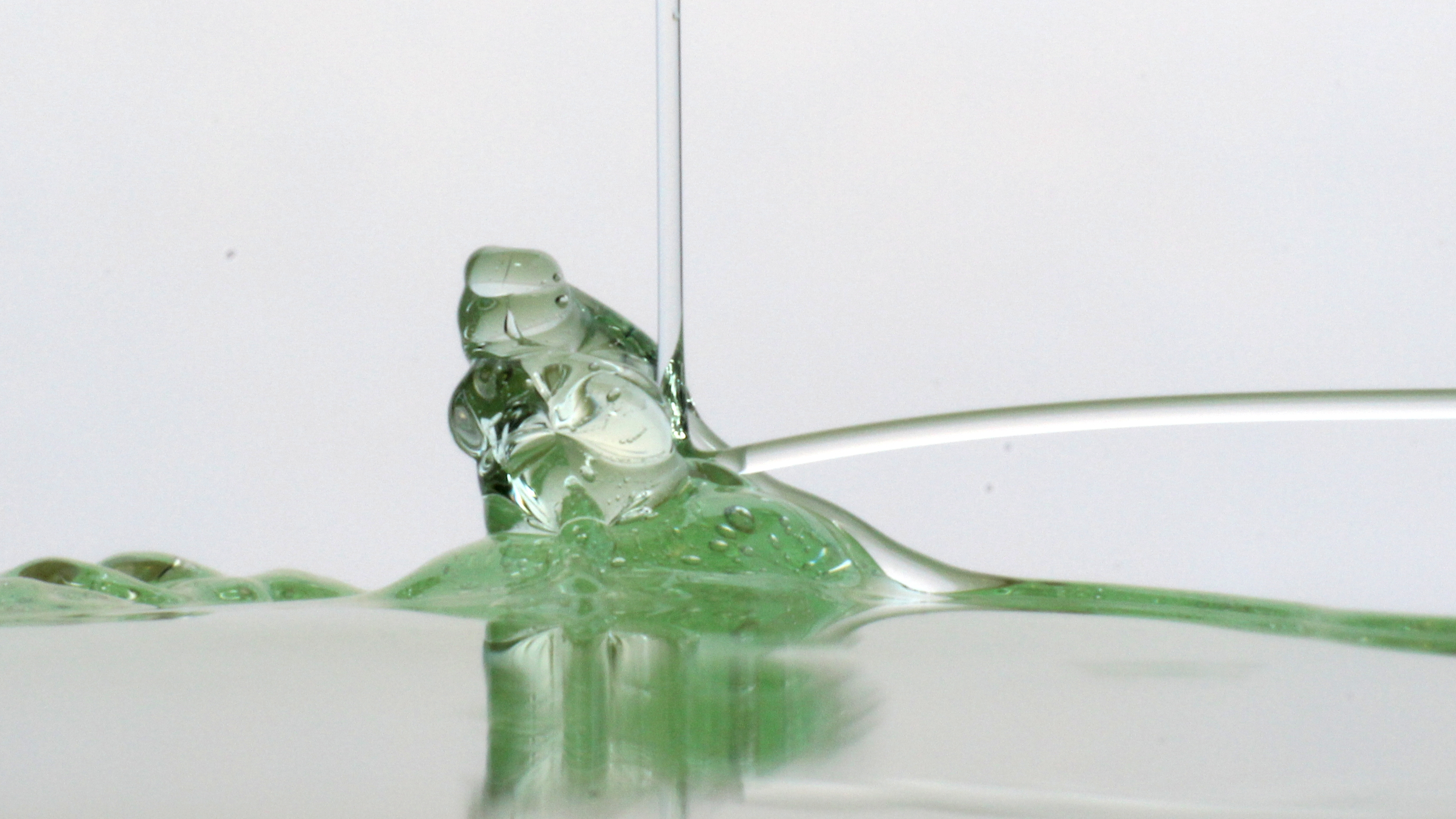
ظاهرة اندفاع السائل اللزج نحو الخارج المُسماة بتأثير كاي.

تأثير كاي هي ظاهرة تم اكتشافها عام 1963 من قِبل المُهندس البريطاني ألان كاي. وتكون هذه الظاهرة عند صب السوائل اللزجة المكونة من المركبات العضوية بخط عمودي مستقيم على سطحٍ مُستوٍ فإن السائل يقذف جًزءً منه بقوة كبيرة في الهواء إلى الخارج. من ضمن هذه السوائل التي تستخدم في هذه الظاهرة هي السوائل المنزلية الشائعة كالصابون والطلاء. تصل سرعة القذف إلى 300 ملم في الثانية الواحدة. وفي معظم الأحيان تُقذف المادة من غير أن يتم ملاحظتها. لا يوجد تفسير مؤكد لهذه الظاهرة ولكن يعتقد بعض العلماء بأن سبب تكوينات طبقة السائل الرقيقة وبفعل القص الهزلي لا يُسبب تراكماً لمكونات المادة، مما يدفعه إلى قذفها في الخارج.